# Karl 1. af Württemberg
Karl 1. af Württemberg (tysk: Karl Friedrich Alexander, König von Württemberg. (født 6. marts 1823 i Stuttgart, død 6. oktober 1891 samme sted) var den tredje konge af Württemberg fra 25. juni 1864 til sin død i 1891. Han var søn af Vilhelm 1. af Württemberg (1781-1864) og hans tredje hustru Pauline af Württemberg (1800–1873). Han blev efterfulgt at sin nevø Wilhelm 2., hans søster Katharina søn, da Karl selv var barnløs.
Karl studerede i Berlin og Tübingen. 13. juli 1846 giftede han sig med storfyrstinde Olga Nikolajevna af Rusland, datter af zar Nikolaj 1. af Rusland og Charlotte af Rusland. Sidstnævnte var datter af kong Frederik Vilhelm 3. af Preussen og Louise af Mecklenburg-Strelitz. Ved indgåelsen af ægteskabet tog hun regentnavnet Alexandra.
Karl 1. døde barnløs, dette skyldes muligvis, at han var homoseksuel. Han havde i hans regentperiode flere skandaler med mandelige venner, blandt dem den amerikanske Charles Woodcock, som kongen til og med viede til, dette udløste en skandale og Woodcock måtte tage tilbage til New York i 1890.